# Kim Chun-bae
Kim Chun-bae (김춘배?; 1932) è un ex cestista sudcoreano.

## Carriera
Con la Corea del Sud ha disputato i Giochi olimpici di Melbourne 1956.